# Walter Feurich
Walter Feurich (* 4. Oktober 1922 in Dresden; † 4. Februar 1981 ebenda) war ein deutscher evangelisch-lutherischer Pfarrer.

## Leben und Wirken
Feurich war der Sohn eines Dresdner Rechtsanwaltes. Er studierte nach Erreichen der Hochschulreife an der Universität Leipzig Theologie, Philosophie und Germanistik. Im Jahr 1936 – gerade erst vierzehnjährig – schloss er sich der Bekennenden Kirche (BK) an und leistete in ihr auch als Student schon theologische und seelsorgerische Hilfsdienste. Weil er nicht zum Pfarrdienst übernommen wurde, war er ab 1944 illegal als Vikar für eine BK-Gemeinde tätig. Nach einem erzwungenen Dienst bei der Wehrmacht und anschließender Kriegsgefangenschaft wurde er 1945 zum Vikar an die Dresdener Trinitatiskirche berufen und dort 1946 zum Pfarrer ordiniert. Zwei Jahre darauf wechselte er in den Pfarrdienst an der Lukaskirche. Hier rief er 1948 die „Kirchlich-theologische Arbeitsgemeinschaft der Bekennenden Kirche in Deutschland“ ins Leben und übernahm ihren Vorsitz. Von 1961 bis zu seinem Tod war er Vorsitzender der Kirchlichen Bruderschaft Sachsens.
Ab 1961 arbeitete er als Inoffizieller Mitarbeiter Klemm für die Staatssicherheit und berichtete regelmäßig über kirchliche Interna. Dafür wurde er monatlich mit 200 Mark entlohnt.
Anfang der 1970er Jahre wurden seine angegriffene Gesundheit, aber auch die inzwischen eingetretenen kirchenpolitischen Spannungen mit seiner Kirchenleitung zum Anlass, ihn vorzeitig zu emeritieren. Im Ruhestand promovierte er an der Martin-Luther-Universität Halle-Wittenberg  über den Theologen Carl Mensing. Auch in den Folgejahren beschäftigte er sich mit den theologischen Lehrern der Bekennenden Kirche und der Frage ihrer Relevanz für ein Christsein im Sozialismus. Dazu publizierte er in der CDU der DDR verpflichteten Zeitungen und Zeitschriften.
Feurich war Mitglied im Friedensrat der DDR und arbeitete in der Christlichen Friedenskonferenz, deren DDR-Regionalausschuss er mehrere Jahre angehörte.
Walter Feurich war verheiratet mit Ehefrau Anneliese geb. Melzer (1923–2016), ebenfalls inoffizielle Mitarbeiterin der Staatssicherheit unter dem Decknamen „Lisa“. Nach seinem Tod kümmerte sie sich um die Fortführung seiner Arbeit und die Verbreitung seiner theologischen Überzeugung wie seiner kirchenpolitischen Anregungen, sowohl in der Christlichen Friedenskonferenz, als auch in den Arbeitsgruppen „Christliche Kreise“ innerhalb der Nationalen Front der DDR. Im hohen Alter veröffentlichte sie ihre Erinnerungen an den Lebensweg mit ihrem Ehemann. 2008, bereits im 85. Lebensjahr, hielt sie Lesungen aus ihrem Buch und stellte sich der öffentlichen Diskussion.
Sein Nachlass wird im Walter-Feurich-Archiv aufbewahrt.

## Veröffentlichungen
- Lutherische Kirche an der Arbeit. Rückblick auf die erste Generalsynode in Leipzig. In: Die Zeichen der Zeit (ZdZ), 1949, S. 15–16
- Die Ev.-Luth. Landeskirche Sachsens an der Wende der Jahre 1933/34. In: Evangelische Theologie, Heft 8, August 1961, S. 368–381
- Paul Schneider – Brüder, seid stark. Christ in der Welt, 13, Berlin DDR 1967, 1984 (2. Aufl.)
- Schon auf der Schulbank konnte man’s begreifen. Erinnerungsbericht, in Heinrich Fink, Hg.: Stärker als die Angst. Den sechs Millionen, die keinen Retter fanden. Union, Berlin 1968, S. 76–79
- Materialien zum Lebenswerk von Carl Mensing (1863–1953). Ein Beitrag zur neueren Kirchengeschichte Sachsens. Diss. Theol. Halle 1978, 2 Bde. (Manuskript).
- Überleitung oder Neuanfang? Zur kirchlichen Umgestaltung in Sachsen 1918/1919. In: Zwischen Aufbruch und Beharrung. Berlin DDR 1978, S. 63–89.
- Lehrer – Ratgeber – Freund. Ein Nachwort von W. F. In: Eberhard Busch: Karl Barths Lebenslauf. Berlin DDR 1979.
- Barmen heute. In: Standpunkt. Beilage: 40 Jahre Barmen. Berlin DDR [1974], S. 18f.
- In der Nachfolge Jesu Christi. In: Standpunkt. Berlin DDR 1977, S. 4ff.
- Die Liberalen in der Bekennenden Kirche. In: Standpunkt. Berlin DDR 1977, S. 301f.
- Unsere Mitarbeit ist unentbehrlich. Erinnerungen an Martin Richter. In: Standpunkt. Berlin DDR 1979, S. 121f.
- Barmer Theologische Erklärung. In: Theologisches Lexikon. Berlin DDR 1981, S. 63–65.
- Bekennende Kirche. In: Ebd., S. 71–74.
- Bruderschaften, Kirchliche, in der DDR. In: Ebd, S. 93.
- Darmstädter Wort. In: Ebd, S. 122f.
- Dialektische Theologie. In: Ebd, S. 134f.
- Romantik. In: Ebd, S. 443f.
- Stuttgarter Erklärung. In: Ebd., S. 467f.
- Lebensbericht eines Dresdner Gemeindepfarrers. Union, Berlin 1982
- Die Auseinandersetzung zwischen den theologisch Liberalen unter der Führung von Carl Mensing und den Vertretern der frühen dialektischen Theologie unter Karl Fischer im Bund für Gegenwartschristentum in Sachsen. In: Herbergen der Christenheit 1983/1984. Berlin 1985, S. 93–118
- Vorwort in: Walter Feurich, Karl Barth: Klärung – Wirkung – Aufbruch. Berlin 1986

### Als Herausgeber
- Karl Barth: Klärung und Wirkung. Zur Vorgeschichte der „Kirchlichen Dogmatik“ und zum Kirchenkampf. Berlin 1966
- Martin Niemöller: Was würde Jesus dazu sagen? Reden – Predigten – Aufsätze 1937 bis 1980. Berlin 1981